# Jordanus Catalanus de Severac
Jordanus Catalanus de Severac, öfter auch Jordanus Catalani, (* um 1290 vermutlich in Sévérac-le-Château, Südfrankreich; † 1336 in Bombay, Indien) war ein Dominikanerpater, Missionar und ab 1329 erster Diözesanbischof des römisch-katholischen Bistums Quilon in Kerala. Er war gleichzeitig der erste katholische Bischof des lateinischen Ritus in Indien.

## Leben und Wirken
Der Provenzale Jordanus Catalanus de Severac stammte vermutlich aus Sévérac-le-Château. Er trat in den Dominikanerorden ein und wurde Priester.
Papst Johannes XXII. († 1334) gründete 1318 eine neue Kirchenprovinz im Osten, das Erzbistum Sultaniya in Persien, heute Soltaniyeh, in der iranischen Provinz Zandschan; zu jener Zeit Hauptstadt der dem Christentum gegenüber aufgeschlossenen Dynastie der Ilchane. Besonders die Khane Arghun († 1291) und sein Sohn Öldscheitü († 1316) suchten – auch aus politischen Gründen – nachhaltig den Kontakt zum christlichen Europa, Letzterer war sogar christlich getauft.
Jordanus Catalanus gelangte 1320 mit vier Franziskanern – darunter der Ende des 19. Jahrhunderts seliggesprochene Thomas von Tolentino – über Täbris und Sultaniya zum Persischen Golf. Dort stachen sie in See und wollten ursprünglich nach China. Die Gruppe landete Ende des Jahres in Thane bei Bombay, wo sich bereits ein Franziskanerkonvent befand, und wurde von den örtlichen Thomaschristen freundlich aufgenommen.
Während sich Jordanus auf einer Missionsreise befand, wurden seine vier Gefährten am 9. April 1321 auf der Insel Salsette öffentlich enthauptet, nachdem sie in einem Streit mit einem örtlichen Richter wilde Beleidigungen gegen den Glauben der Muslime ausgebracht hatten. Neben Thomas von Tolentino starben Petrus von Siena, Jakob von Padua und Demetrius von Tiflis, ein armenischer Dolmetscher. Alle vier wurden 1894 von Papst Leo XIII. zu Märtyrern und Seligen erklärt.
Nach seiner Rückkehr begrub Jordanus Catalanus die toten Franziskaner und zog allein weiter in den Süden des Subkontinents. Am 12. Oktober 1321 berichtete der Dominikaner in einem Brief an seine Mitbrüder in Täbris über das Martyrium seiner Begleiter und bat um Entsendung von Mitarbeitern für seine Mission. Einen zweiten Brief schrieb er aus Thane, am 20. Januar 1323.
Etwa ab 1323 ist der Aufenthalt von Jordanus in Quilon (= Kollam) an der Malabarküste, im heutigen Kerala belegt, einem altchristlichen Zentrum Indiens, das zu den sieben, der Legende nach vom Apostel Thomas gegründeten Christengemeinden gehört. Zahlreiche Taufen hat der Dominikaner dort vollzogen, scheint von hier aus aber auch weitere Missionsreisen im Lande unternommen zu haben. 1328 reiste er nach Avignon und berichtete Papst Johannes XXII. über seine Christengemeinde in Quilon, worauf dieser am 9. August 1329 die Bulle Romanus Pontifex erließ und damit die Diözese Quilon als erstes römisch-katholisches Bistum in Indien ins Leben rief. Am 21. August gleichen Jahres folgte die Bulle Venerabili Fratri Jordano, mit welcher der Papst Jordanus Catalanus zum ersten Bischof bestimmte. Quilon unterstand als Suffragandiözese dem lateinischen Erzbistum Sultaniya in Persien.
1330 kehrte Jordanus Catalanus als Bischof nach Quilon zurück und wurde von den Christen mit großem Jubel empfangen. Er hatte vom Papst den Auftrag erhalten, unterwegs in Sultaniya dem neuen Erzbischof Johannes de Cori das Pallium auszuhändigen. Außerdem überbrachte er Grußbotschaften des Pontifex an die lokalen Herrscher in Malabar. Die Schreiben an die Regenten Südindiens sind am 8. April 1330 in Avignon erlassen; vom 4. Februar datiert ein Brief des Papstes an den neu ernannten Erzbischof Johannes in Sultaniya, in dem er ihm das Überbringen des Palliums durch Jordanus oder seinen bischöflichen Konfrater Thomas (später in Usbekistan tätig) ankündigt und empfiehlt, sich von einem der beiden Bischöfe auch die nötige Weihe erteilen zu lassen. Die Rückkehr von Jordanus Catalanus nach Quilon dürfte demnach frühestens gegen Ende des Jahres 1330 erfolgt sein.
Gemäß lokaler indischer Überlieferung wurde Bischof Jordanus 1336 bei Bombay von Muslimen gesteinigt. Er hat eine ausführliche Beschreibung Indiens und der von ihm angetroffenen Zustände hinterlassen, die unter dem Titel Mirabilia Descripta erhalten ist und unter anderem 1863 von Henry Yule in englischer Sprache publiziert wurde.
Als der Missionar und Päpstliche Legat Giovanni de Marignolli 1348 nach Quilon kam, traf er Bischof Jordanus nicht mehr an, fand aber dort eine auf ihn zurückgehende lateinische Christengemeinde vor, die er ein Jahr und vier Monate betreute und deren Kirche er mit Malereien ausschmückte, bevor er weiterreiste.